# Massinium
Genre
Massinium est un genre d'holothuries (concombre de mer) de la famille des Phyllophoridae.

## Description et caractéristiques

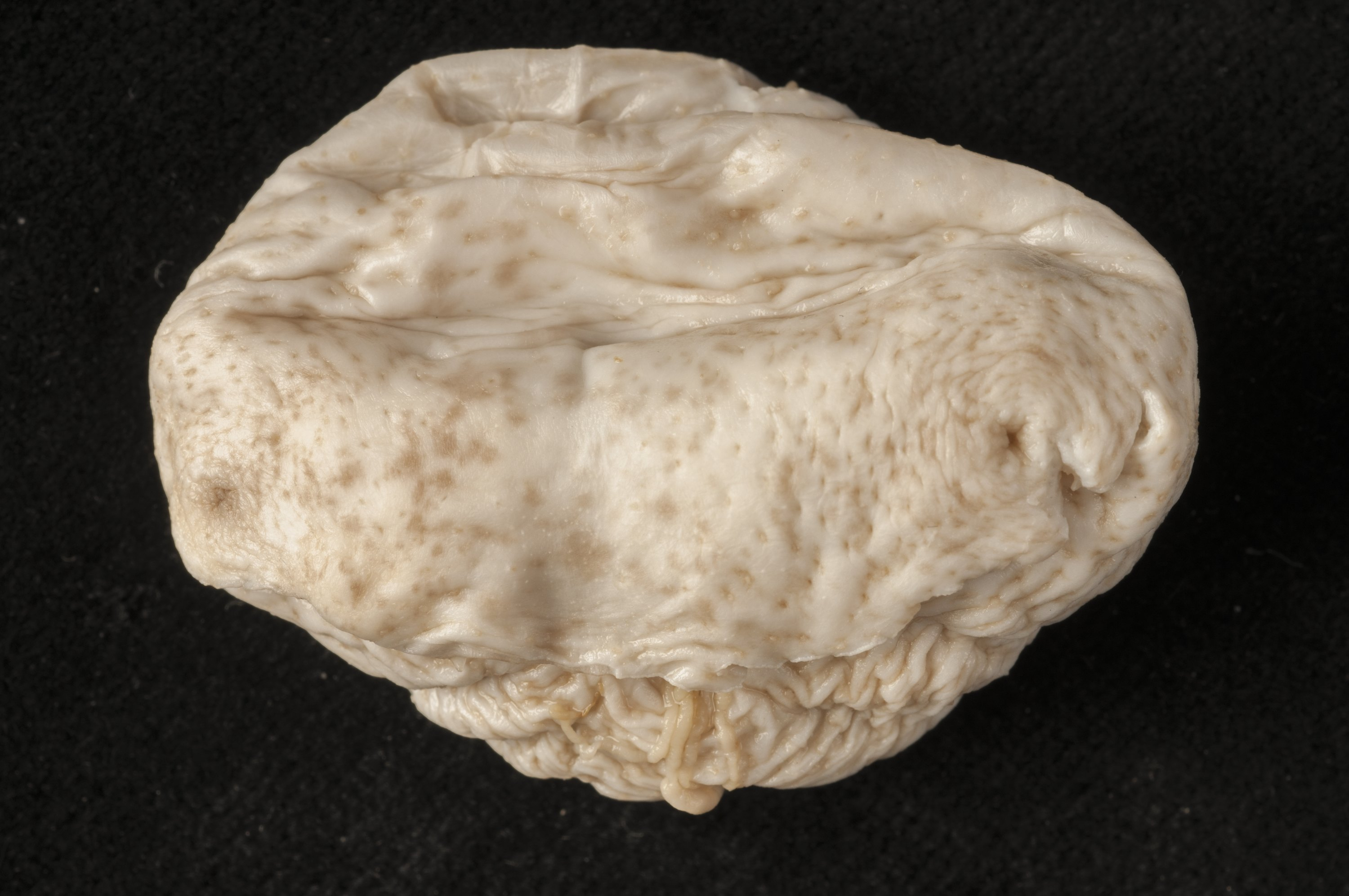
Massinium keesingi (spécimen de muséum)

Ils ont deux cercles de 10 tentacules oraux, bien différenciés ; l'anus est le plus souvent entouré de petites dents anales. Les vésicules de Poli sont allongées, et les arbres respiratoires relativement développés. La couronne calcaire est constituée d'une mosaïque de petits éléments, et forme de longs prolongements postérieurs. 

## Liste des espèces
Selon World Register of Marine Species (27 février 2015) :
- Massinium albicans Samyn, Thandar, VandenSpiegel, 2010 -- Nouvelle-Calédonie
- Massinium arthroprocessum (Thandar, 1989) -- Afrique du Sud
- Massinium bonapartum O'Loughlin in O'Loughlin & al., 2014
- Massinium dissimilis (Cherbonnier, 1988) -- Madagascar
- Massinium granulosum Samyn, Thandar, VandenSpiegel, 2010 -- Australie (Queensland)
- Massinium keesingi O'Loughlin in O'Loughlin & al., 2014
- Massinium maculosum Samyn & Thandar, 2003 -- Afrique du Sud
- Massinium magnum (Ludwig, 1882) -- Pacifique ouest
- Massinium melanieae O'Loughlin in O'Loughlin, Barmos & VandenSpiegel, 2012
- Massinium vimsi O'Loughlin in O'Loughlin, Barmos & VandenSpiegel, 2012
- Massinium watsonae O'Loughlin in O'Loughlin, Barmos & VandenSpiegel, 2012